# Мухолов
Мухолов (Poecilotriccus) — рід горобцеподібних птахів родини тиранових (Tyrannidae). Представники цього роду мешкають в Мексиці, Центральній і Південній Америці.

## Таксономія і систематика
Молекулярно-генетичне дослідження, проведене Телло та іншими в 2009 році дозволило дослідникам краще зрозуміти філогенію родини тиранових. Згідно із запропонованою ними класифікацією, рід Мухолов (Poecilotriccus) належить до родини Пікопланові (Rhynchocyclidae), підродини Мухоловоклинодзьобних (Todirostrinae). До цієї підродини систематики відносять також роди  Чорночубий мухолов (Taeniotriccus), Великий мухоїд (Cnipodectes), Мухолов-клинодзьоб (Todirostrum), Аруна (Myiornis), Тітіріджі (Hemitriccus), Жовтоокий тиранчик (Atalotriccus), Тиранчик-чубань (Lophotriccus) і Криводзьоб (Oncostoma). Однак більшість систематиків не визнає цієї класифікації.

## Види
Виділяють дванадцять видів:
- Мухолов рудоголовий (Poecilotriccus ruficeps)
- Мухолов рудощокий (Poecilotriccus luluae)
- Мухолов чорнокрилий (Poecilotriccus albifacies)
- Мухолов строкатий (Poecilotriccus capitalis)
- Мухолов сіроголовий (Poecilotriccus senex)
- Мухолов рудоволий (Poecilotriccus russatus)
- Мухолов рудогорлий (Poecilotriccus plumbeiceps)
- Мухолов сірощокий (Poecilotriccus fumifrons)
- Мухолов рудолобий (Poecilotriccus latirostris)
- Мухолов сизоголовий (Poecilotriccus sylvia)
- Мухолов колумбійський (Poecilotriccus calopterus)
- Мухолов перуанський (Poecilotriccus pulchellus)

## Етимологія
Наукова назва роду Poecilotriccus походить від сполучення слів дав.-гр. ποικιλος — пістрявий, плямистий і τρικκος — дрібна пташка (в орнітології означає птаха з родини тиранових).